# Gåte
Gåte (noruec: [ˈɡôːtə] en català: 'endevinalla') és una banda de Trøndelag, Noruega que toca música folk noruega creada amb metal i electrònica. El seu estil ha estat conegut com a folk-rock, rock progressiu. La banda va ser formada per Sveinung Sundli (violí, teclats) l'any 2000 i originalment estava formada per la seva germana petita Gunnhild Sundli (veu), Gjermund Landrø (baix, cors), Martin Langglie (bateria) i Magnus Robot Børmark (guitarra, teclats). Langglie va ser substituït per Kenneth Kapstad el 2004.
La banda va guanyar el Melodi Grand Prix 2024 amb la cançó "Ulveham" i representarà Noruega al Festival de la Cançó d'Eurovisió 2024.

## Història
La banda va llançar el seu primer EP ("Gåte") l'any 2000, i ràpidament va guanyar popularitat. Un segon EP, també homònim, va ser llançat el 2002. El seu primer àlbum, "Jygri", publicat el mateix any va demostrar ser el seu avenç comercial tant a Noruega com a l'estranger, especialment a Escandinàvia i Alemanya. També van guanyar molta atenció dels mitjans, especialment la veu distintiva de Gunnhild Sundli va captar l'interès dels periodistes musicals, que de seguida van començar a especular sobre la seva marxa per establir una carrera en solitari. Després del llançament d'un altre EP, "Statt Opp (Maggeduliadei)" el 2003 i el seu segon àlbum, "Iselilja" el 2004, la banda va anunciar que estaven fent un descans. A la seva nota de premsa, publicada el 6 de setembre, una de les raons esmentades va ser que Gunnhild volia dedicar temps a altres activitats. No obstant això, la seva companyia discogràfica Warner Music Norway va publicar un àlbum en directe ("Liva") el 2006 que s'havia gravat al Rockefeller Music Hall l'any anterior, i amb material addicional del seu concert al festival de Roskilde el 2003. Gåte va tornar el 2017 amb l'EP "Attersyn", seguit de l'àlbum "Svevn" el 2018.
L'agost de 2023, Gåte va anunciar que Sveinung deixava temporalment la banda i que no participaria en la propera gira.
La banda va participar al Melodi Grand Prix 2024, la selecció noruega per al Festival de la Cançó d'Eurovisió 2024, amb la cançó "Ulveham''. Es van classificar des de la seva semifinal el 20 de gener de 2024 i finalment van guanyar la final el 3 de febrer de 2024.

## Discografia

### Àlbums
| Títol    | Detalls | Posició més alta a les llistes |
| Títol    | Detalls | NOR                            |
| -------- | --- | ------------------------------ |
| Jygri    | - Publicació: 26 de setembre de 2002 - Segell: Warner Music Norway - Formats: físic, descàrrega digital , streaming | 1                              |
| Iselilja | - Publicació: 18 d'octubre de 2004 - Segell: Warner Music Norway AS - Formats: físic, descàrrega digital, streaming | 3                              |
| Liva     | - Publicat: 3 d'abril de 2006 - Segell: Warner Music Norway AS - Formats: físic, descàrrega digital, streaming      | 15                             |
| Svevn    | - Publicació: 2 de novembre de 2018 - Segell: Drabant Music - Formats: físic, descàrrega digital, streaming         | 11                             |
| Nord     | - Publicació: 3 de desembre de 2021 - Segell: Indie Recordings - Formats: físic, descàrrega digital, streaming      | —                              |

### Reproduccions esteses
| Títol                     | Detalls | Posició més alta a les llistes |
| Títol                     | Detalls | NOR                            |
| ------------------------- | --- | ------------------------------ |
| Gåte EP                   | - Estrena: 2000 - Segell: Independent - Formats: físic                                                      | —                              |
| Gåte EP                   | - Estrena: 2002 - Segell: Warner Music Norway - Formats: físic, descàrrega digital , streaming              | 2                              |
| Statt opp (Maggeduliadei) | - Estrena: 2003 - Segell: Warner Music Norway - Formats: físic, descàrrega digital, streaming               | 4                              |
| Attersyn                  | - Publicació: 3 de novembre de 2017 - Segell: Drabant Music - Formats: físic, descàrrega digital, streaming | —                              |
| Fins al Nord              | - Publicat: 21 de maig de 2021 - Segell: Independent - Formats: físic, descàrrega digital, streaming        | —                              |
| Vandrar                   | - Publicat: 12 de desembre de 2023 - Segell: Independent - Formats: físic, descàrrega digital, streaming    | —                              |

### Solters
| Solter                          | Curs | Posició més alta a les llistes | Àlbum o EP         |
| Solter                          | Curs | NOR                            | Àlbum o EP         |
| ------------------------------- | ---- | ------------------------------ | ------------------ |
| " Sjå assistent "               | 2004 | 10                             | Iselilja           |
| " Iselilja " (amb The Blizzard) | 2009 | —                              | Single sense àlbum |
| " Solvår "                      | 2017 | —                              | Attersyn           |
| " Rideboll og Gullborg "        | 2017 | —                              | Attersyn           |
| " Com no disjka "               | 2018 | —                              | Svevn              |
| " Bannlyst "                    | 2018 | —                              | Svevn              |
| " Tonen "                       | 2018 | —                              | Svevn              |
| " Huldra "                      | 2019 | —                              | Single sense àlbum |
| " Svarteboka "                  | 2023 | —                              | Vandrar            |
| " Skarvane "                    | 2023 | —                              | Vandrar            |
| " Ulveham "                     | 2024 | —                              | Vandrar            |